# Poppo von Paderborn
Poppo von Paderborn († 28. November 1083) war seit 1076 Bischof von Paderborn.
Die Abstammung Poppos von der Familie von Holte ist umstritten. Die neuere Forschung geht eher von einer fränkischen Herkunft aus. Möglicherweise stammte er aus der Familie der Grafen von Henneberg.
Poppo war Dompropst in Bamberg. Möglicherweise war er auch in Hildesheim Kanoniker. Obwohl König Heinrich IV. 1076 von Papst Gregor VII. gebannt worden war, ernannte er Poppo zum Bischof. Welche Haltung Poppo im Investiturstreit einnahm, ist auf Grund der schlechten Quellenlage unklar; allerdings scheint der von König Heinrich ernannte Bischof auf Seiten Gregors gewechselt zu sein. Für eine pro-päpstliche Haltung spricht, dass er den aus Passau vertriebenen gregorianisch gesinnten Bischof Altmann in Paderborn aufnahm. Auch nahm er 1081 an den Friedensverhandlungen in Kaufungen auf Seiten der antiköniglichen Sachsen mit Heinrich IV. teil. Dennoch hatte sich Poppo offenbar einen gewissen Spielraum bewahrt. So hat er vermutlich nicht Rudolf von Rheinfelden zum Gegenkönig mit gewählt. Der König versuchte auch nicht, Poppo seines Amtes zu entheben. Unklar bleibt, ob er den 1081 gewählten Gegenkönig Hermann von Salm unterstützte. 
Im Inneren seines Bistums stützte sich Poppo vor allem auf die Klöster. Das Verhältnis zu der vom Bischof unabhängigen benachbarten Reichsabtei Corvey verbesserte sich während seiner Amtszeit.
Begraben ist Poppo im Kloster Abdinghof.